# Cmentarz żydowski w Białobrzegach
Cmentarz żydowski w Białobrzegach – został założony w drugiej połowie XIX wieku. Uległ zniszczeniu podczas II wojny światowej, w okresie PRL na jego miejscu wybudowano drogę i osiedle mieszkaniowe. Cmentarz znajdował się przy dawnej ulicy 22 lipca, obecnie 11 listopada. Miał powierzchnię 0,25 ha.